# Nati nel 1086
| Questa pagina contiene informazioni ricavate automaticamente dalle voci biografiche con l'ausilio del template Bio e di un bot. L'aggiornamento è periodico e automatico e ricostruisce completamente la pagina. Se manca una persona in questa lista, sei pregato di non aggiungerla, ma accertati piuttosto che la sua voce biografica contenga il template Bio e che i dati anagrafici siano correttamente compilati. Se il template Bio manca, inseriscilo tu stesso o, in alternativa, metti l'avviso {{tmp\|Bio}} che ne segnala la mancanza. Se i dati riportati sono sbagliati, correggi direttamente la voce biografica; le modifiche saranno visibili in questa lista entro pochi giorni. Per chiarimenti vedi il progetto biografie. La lista contiene solo le 6 persone che sono citate nell'enciclopedia e per le quali è stato implementato correttamente il template Bio. Pagina aggiornata al 13 gen 2025. |

- 24 aprile - Ramiro II d'Aragona, re († 1157)
- 20 agosto - Boleslao III di Polonia, duca polacca († 1138)
- Dedo IV di Wettin, nobile tedesco († 1124)
- Ebolo II di Ventadorn, trovatore francese († 1155)
- Ahmed Sanjar, sultano turco († 1157)
- Al-Shahrastani, filosofo, teologo e storico persiano († 1153)